# Collegio elettorale di Manfredonia (Senato della Repubblica)
Il collegio di Manfredonia fu un collegio elettorale uninominale della Repubblica Italiana per l'elezione del Senato della Repubblica. Apparteneva alla circoscrizione Puglia e fu utilizzato per eleggere un senatore nella XII, XIII e XIV legislatura.
Venne istituito nel 1993 con la cosiddetta Legge Mattarella (Legge n. 276, Norme per l'elezione del Senato della Repubblica), attuata in seguito al referendum abrogativo del 1993. La legge istituì per la Camera dei deputati e per il Senato della Repubblica un sistema di elezione misto, in parte maggioritario e in parte proporzionale. Il 75% dei parlamentari dell'assemblea veniva eletto in collegi uninominali tramite sistema maggioritario a turno unico; il restante 25% al Senato veniva eletto tramite recupero proporzionale dei più votati non eletti attraverso un meccanismo di calcolo denominato "scorporo", cioè sottraendo dal conteggio dei voti totali di una lista nella parte proporzionale i voti ottenuti dai candidati collegati alla medesima lista che erano eletti nei collegi uninominali con il sistema maggioritario.
Il collegio venne abolito insieme a tutti gli altri che costituivano il Senato con la promulgazione della legge elettorale successiva, la cosiddetta Legge Calderoli. Questa prevedeva un sistema proporzionale con premio di maggioranza, che al Senato veniva attribuito a livello regionale.

## Territorio
Il collegio di Manfredonia era uno dei 16 collegi uninominali in cui era suddivisa la Puglia e, come previsto dal D.Lgs. del 20 dicembre 1993 n. 535, era interamente compreso nella provincia di Foggia e comprendeva i seguenti comuni: Ascoli Satriano, Candela, Carapelle, Carpino, Castelluccio dei Sauri, Cerignola, Isole Tremiti, Manfredonia, Margherita di Savoia, Mattinata, Monte Sant'Angelo, Ordona, Orta Nova, Rocchetta Sant'Antonio, San Ferdinando di Puglia, Stornara, Stornarella, Trinitapoli e Zapponeta. 

## Eletti
| Elezione | Elezione | Senatore          | Partito            |
| -------- | -------- | ----------------- | ------------------ |
|          | 1994     | Francesco Carella | Progressisti (FdV) |
|          | 1996     | Francesco Carella | L'Ulivo (FdV)      |
| 2001     |          | Francesco Carella | L'Ulivo (FdV)      |

## Dati elettorali

### XII legislatura
|                               | Francesco Carella ✔️ Eletto | Progressisti              | 41 737  | 39,39 |  |  |  |  |  |
|                               | Franca D'Amico              | Polo del Buon Governo     | 33 707  | 31,81 |  |  |  |  |  |
|                               | Giovanni Ciliberti          | Patto per l'Italia        | 19 054  | 17,98 |  |  |  |  |  |
|                               | Ciro Del Nobile             | Socialdemocrazia          | 7 547   | 7,12  |  |  |  |  |  |
|                               | Giovambattista Piomelli     | Alleanza Popolare         | 2 909   | 2,75  |  |  |  |  |  |
|                               | Pierina Chyurlia            | Lega d'Azione Meridionale | 999     | 0,94  |  |  |  |  |  |
| Totale                        | Totale                      | Totale                    | 105 953 | 100   |  |  |  |  |  |
|                               |                             |                           |         |       |  |  |  |  |  |
| Voti non validi               | Voti non validi             | Voti non validi           | 11 950  | 10,14 |  |  |  |  |  |
| Votanti                       | Votanti                     | Votanti                   | 117 903 | 80,36 |  |  |  |  |  |
| Elettori                      | Elettori                    | Elettori                  | 146 714 |       |  |  |  |  |  |
|                               |                             |                           |         |       |  |  |  |  |  |
| Data: 27-28 marzo 1994        |                             |                           |         |       |  |  |  |  |  |
| Fonte: Ministero dell'interno |                             |                           |         |       |  |  |  |  |  |

### XIII legislatura
|                               | Francesco Carella ✔️ Eletto | L'Ulivo                            | 53 215  | 51,08 |  |  |  |  |  |
|                               | Mauro Giovanni Sinigaglia   | Polo per le Libertà                | 44 115  | 42,35 |  |  |  |  |  |
|                               | Osvaldo Montenegro          | Movimento Sociale Fiamma Tricolore | 3 415   | 3,28  |  |  |  |  |  |
|                               | Giuseppe Tomaiuolo          | Lista Pannella-Sgarbi              | 1 191   | 1,14  |  |  |  |  |  |
|                               | Giuseppe Schingaro          | Gruppo Indipendente Libertà        | 987     | 0,95  |  |  |  |  |  |
|                               | Michele Faccilongo          | Ambientalisti                      | 732     | 0,70  |  |  |  |  |  |
|                               | Bruno Di Corrado            | Lega d'Azione Meridionale          | 515     | 0,49  |  |  |  |  |  |
| Totale                        | Totale                      | Totale                             | 104 170 | 100   |  |  |  |  |  |
|                               |                             |                                    |         |       |  |  |  |  |  |
| Voti non validi               | Voti non validi             | Voti non validi                    | 9 971   | 8,74  |  |  |  |  |  |
| Votanti                       | Votanti                     | Votanti                            | 114 141 | 75,63 |  |  |  |  |  |
| Elettori                      | Elettori                    | Elettori                           | 150 919 |       |  |  |  |  |  |
|                               |                             |                                    |         |       |  |  |  |  |  |
| Data: 21 aprile 1996          |                             |                                    |         |       |  |  |  |  |  |
| Fonte: Ministero dell'interno |                             |                                    |         |       |  |  |  |  |  |

### XIV legislatura
|                               | Francesco Carella ✔️ Eletto | L'Ulivo                                     | 47 775  | 41,30 |  |  |  |  |  |
|                               | Remo Clodoveo Capuozzo      | Casa delle Libertà                          | 46 727  | 40,39 |  |  |  |  |  |
|                               | Arcangelo Sannicandro       | Partito della Rifondazione Comunista        | 9 704   | 8,39  |  |  |  |  |  |
|                               | Francesco Zamparese         | Lista Di Pietro                             | 4 366   | 3,77  |  |  |  |  |  |
|                               | Domenico Farina             | Fiamma Tricolore                            | 3 846   | 3,32  |  |  |  |  |  |
|                               | Rocco Musto                 | Democrazia Europea – Socialisti Autonomisti | 1 812   | 1,57  |  |  |  |  |  |
|                               | Alfonso Iuppa               | Lista Pannella-Bonino                       | 1 070   | 0,92  |  |  |  |  |  |
|                               | Paola Simonelli             | Lega d'Azione Meridionale                   | 383     | 0,33  |  |  |  |  |  |
| Totale                        | Totale                      | Totale                                      | 115 683 | 100   |  |  |  |  |  |
|                               |                             |                                             |         |       |  |  |  |  |  |
| Voti non validi               | Voti non validi             | Voti non validi                             | 8 988   | 7,21  |  |  |  |  |  |
| Votanti                       | Votanti                     | Votanti                                     | 124 671 | 78,33 |  |  |  |  |  |
| Elettori                      | Elettori                    | Elettori                                    | 159 156 |       |  |  |  |  |  |
|                               |                             |                                             |         |       |  |  |  |  |  |
| Data: 13 maggio 2001          |                             |                                             |         |       |  |  |  |  |  |
| Fonte: Ministero dell'interno |                             |                                             |         |       |  |  |  |  |  |